# Буковець (Любуське воєводство)
Буковець (пол. Bukowiec) — село в Польщі, у гміні М'єндзижеч Мендзижецького повіту Любуського воєводства.
Населення — 836 осіб (2011).
У 1975-1998 роках село належало до Гожовського воєводства.

## Демографія
Демографічна структура станом на 31 березня 2011 року:
|          | Загалом | Допрацездатний вік | Працездатний вік | Постпрацездатний вік |
| -------- | ------- | ------------------ | ---------------- | -------------------- |
| Чоловіки | 419     | 91                 | 293              | 35                   |
| Жінки    | 417     | 85                 | 253              | 79                   |
| Разом    | 836     | 176                | 546              | 114                  |